# Libellula forensis
Espèce
Libellula forensis est une espèce de libellules de la famille des Libellulidae appartenant à l'ordre des odonates. Elle est appelée Eight-spotted Skimmer par les anglophones pour les huit points noirs de ses ailes (deux par aile), ce qui la différencie de Libellula pulchella (appelée Twelve-spotted Skimmer) ayant trois taches noires sur chaque aile.

## Description
Cet insecte mesure de 44 à 50 mm de long.

## Écologie
Libellula forensis vole d'avril à octobre.

## Distribution
On trouve cette espèce aux États-Unis et au Canada.

Répartition de Libellula forensis en Amérique du Nord.